# Placas de identificação de veículos na Argentina

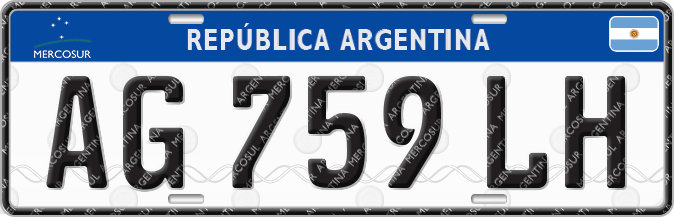
Placa argentina, modelo Mercosul, implantada em 2016.

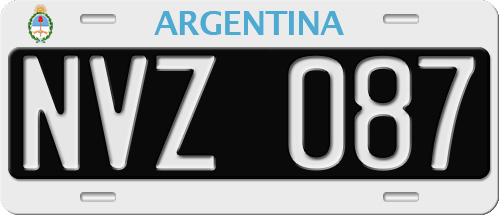
Placa argentina no padrão vigente de 1995 a 2016.

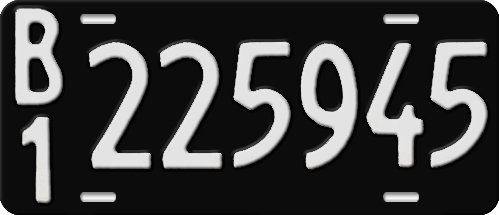
Placa argentina no padrão vigente de 1972 a 1994.

As placas de identificação de veículos na Argentina (em castelhano, chapas patentes ou simplesmente patentes) são usadas para distinguir os todos os tipos de veículos automotores nas ruas da Argentina. Atualmente o país utiliza o padrão Mercosul de placas com 4 letras e três números no formato AB 123 CD, contudo os sistemas anteriores possuíam características significativamente diferentes deste.
A história das placas na Argentina pode ser dividida em duas fases maiores: a descentralizada (até 1972) e a centralizada (desde 1972). Durante a fase descentralizada, os emplacamentos eram feitos pelos municípios ou pelas províncias, enquanto durante a segunda fase o governo nacional assumiu a responsabilidade de padronizar e centralizar o estilo e o sistema.

## Sistema corrente: formato e estilo padronizados para todo o Mercosul (desde 2016)
Em outubro de 2014, no Salão Libertador do Palácio San Martín em Buenos Aires, foi apresentada a placa única do Mercosul. Nessa data, os estados-membros do bloco aprovaram a Resolução 033/14 que estabelecia seu uso obrigatório a partir de 1 de janeiro de 2016. O design básico foi obra de um argentino, Nelson Sarmiento, cujo projeto, que representou o país dentre as propostas para a placa comum, foi aceito por unanimidade pelos demais integrantes do bloco. Sarmiento também disse haver colocado como marca d'água a silhueta das Ilhas Malvinas, em resposta à provocação feita pelos integrantes do programa Top Gear que em 2014 circularam com a placa H982 FKL em clara alusão à Guerra das Malvinas (Falklands em inglês), vencida pelos britânicos em 1982.
O primeiro país a implementar seu uso foi o Uruguai, em março de 2015. Os demais países estavam programados para iniciar a implantação na data estipulada, com exceção do Brasil que começaria um ano mais tarde, em 2017, mas depois adiou o começo da implantação para dezembro de 2018.
Na Argentina passou a ser obrigatório o emplacamento de veículos 0km a partir de 1 de abril de 2016, dado que o reemplacamento dos veículos já em circulação será progressivo, mas inicialmente opcional. Entretanto, a implantação - prevista para ocorrer a partir de janeiro desse ano - foi adiada para abril, através de uma disposição do Ministério da Justiça, em função de problemas de ordem operacional levantados pela Casa de la Moneda para cumprir as exigências estabelecidas.
Entre as suas características mais notórias está o tamanho (400mm x 130mm), similar ao utilizado no Uruguai e no Brasil nas últimas décadas, que é mais largo que o tradicionalmente usado pela Argentina. Além disto, não será usado mais o tradicional fundo preto com letras brancas, invertendo-se as cores para tornar os dígitos mais facilmente legíveis.
A distribuição escolhida pela Argentina foi o formato AB 123 CD para veículos em geral, que permitirá ao país contar com mais de 450 milhões de combinações, à medida que a sequência alfanumérica selecionada não deve ser coincidente com a de nenhum outro estado-membro, de modo a evitar qualquer complicação ou obstrução em sua leitura. Para motos, diferentemente do Brasil, que usa o mesmo formato de combinação alfanumérica para todos os veículos, a Argentina usa o formato A123BCD, com uma letra e dois números na linha superior e um número e três letras na linha inferior.

### Dados específicos
Este modelo de placa será utilizado nos cinco países do Mercosul: Argentina, Brasil, Uruguai, Paraguai e Venezuela, contando com as seguintes características comuns:
- Dimensões: 400 mm x 130 mm.
- Emblema oficial do bloco e identificação com nome e bandeira de cada país, sobre una franja de cor azul Pantone 286.
- Medidas de segurança: marca d'água, estampada a quente com lâmina de segurança com efeito difrativo e com ondas sinusoidais.
- Fonte tipográfica: FE Engschrift na cor preta sobre fundo branco.

### Evolução das combinações de letras (desde 2016)
| Data                   | Combinação |
| ---------------------- | ---------- |
| 1 de abril de 2016     | AA000AA    |
| 1 de fevereiro de 2017 | AB000AA    |
| 1 de outubro de 2017   | AC000AA    |
| 15 de julho de 2018    | AD000AA    |
| 1 de outubro de 2019   | AE000AA    |
| 1 de agosto de 2021    | AF000AA    |
| 1 de maio de 2023      | AG000AA    |

## História

### Década de 1900-1969: descentralização

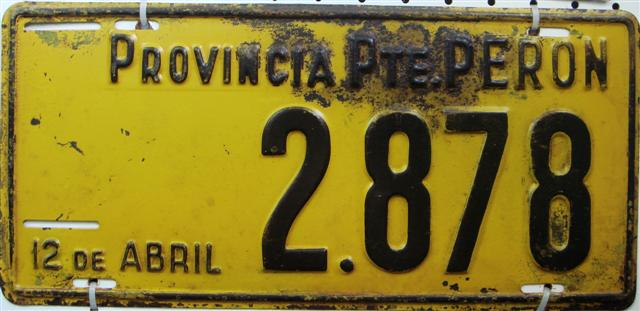
Placa emitida na província do Chaco, à época denominada Provincia Presidente Perón.

Os primeiros emplacamentos argentinos foram feitos na década de 1900, embora existam poucos registros. O período entre 1916 e 1969 foi mais prolífico em estilos. Em função de cada localidade possuir a atribuição de criar suas próprias placas, é possível encontrar um pequeno pedaço de história ao olhar cada uma dessas placas.

### 1970-1994: identificando as províncias

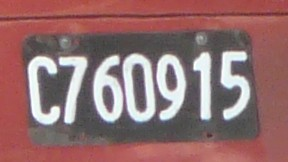
Placa no sistema vigente de 1972 a 1994. No caso, a letra C indica a capital federal, isto é, Buenos Aires.

Em 1970 o governo nacional padronizou as placas, em formato alfanumérico, com uma letra e seis números (A123456), com caracteres em relevo pintados de branco em um fundo preto. Os números eram atribuídos sequencialmente, com a primeira letra identificando a província que fez o emplacamento (ou a cidade, no caso de Buenos Aires). Essa letra normalmente era a primeira letra do nome da província, mas em função de haver várias coincidências, associações sem relação foram feitas (tais como X para a província de Córdoba, W para a província de Corrientes e P para a província de Formosa). Esse padrão ainda é empregado pelo código ISO 3166-2:AR.
Os únicos dois lugares a exceder um milhão de combinações, gerando problemas no formato do sistema, foram a província de Buenos Aires e a capital, Buenos Aires. A questão foi resolvida diminuindo o tamanho da letra à metade e colocando um número adicional sob ela.

#### Quantidades
As únicas regiões a superar o milhão de placas registradas foram a província de Buenos Aires (que em 1973 superou o milhão e em 1984, os dois milhões) e a capital federal (que alcançou o milhão em 1980). Como o formato original contemplava somente seis dígitos, inesperadamente criou-se um conflito ao incorporar um novo dígito utilizando-se o mesmo formato de placa e de fonte tipográfica, resolvendo-se rapidamente a questão movendo a letra identificadora para cima, à custa de uma pequena redução em seu tamanho e se acrescentando um número extra embaixo, representando a unidade de milhão.

#### Estatísticas
O seguinte quadro indica a letra identificadora correspondente a cada província e à capital federal, assim como o total de emplacamentos (incluindo os reemplacamentos) por região ao longo da existência do sistema:
| Letra | Província              | Total     |
| ----- | ---------------------- | --------- |
| A     | Salta                  | 90 600    |
| B     | Buenos Aires           | 2 772 700 |
| C     | Cidade de Buenos Aires | 1 864 000 |
| D     | San Luis               | 47 050    |
| E     | Entre Ríos             | 194 200   |
| F     | La Rioja               | 24 850    |
| G     | Santiago del Estero    | 50 900    |
| H     | Chaco                  | 95 300    |
| J     | San Juan               | 81 950    |
| K     | Catamarca              | 26 300    |
| L     | La Pampa               | 87 000    |
| M     | Mendoza                | 318 350   |
| N     | Misiones               | 109 500   |
| P     | Formosa                | 38 300    |
| Q     | Neuquén                | 75 750    |
| R     | Rio Negro              | 102 700   |
| S     | Santa Fé               | 722 200   |
| T     | Tucumã                 | 150 400   |
| U     | Chubut                 | 111 000   |
| V     | Terra do Fogo          | 59 000    |
| W     | Corrientes             | 98 050    |
| X     | Córdova                | 712 600   |
| Y     | Jujuy                  | 52 100    |
| Z     | Santa Cruz             | 50 600    |

### 1995-2016: um padrão nacional

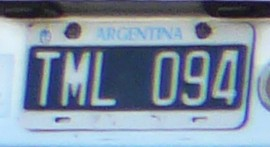
Placa argentina para automóveis em geral no padrão vigente entre 1995 e 2015.

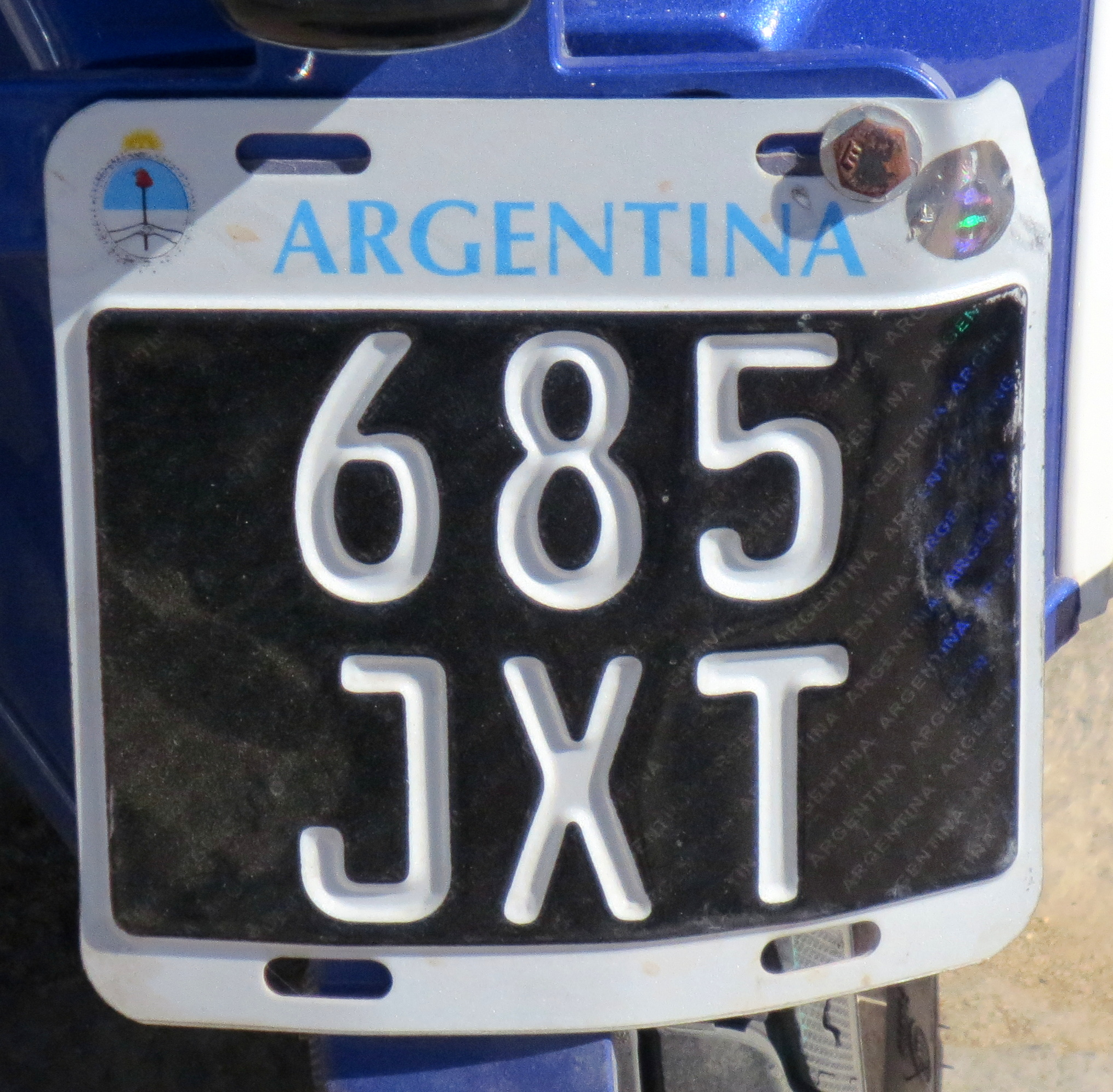
Placa argentina usada em motocicletas.

Em 1994 o governo nacional determinou que todos os veículos vendidos depois de 1 de janeiro de 1995 teriam um novo estilo de placas de identificação, que todos os veículos vendidos receberiam novas placas no ato da venda e que os demais veículos receberiam as placas novas em etapas.
O novo sistema passou a conter três letras seguidas por três dígitos (no formato ABC 123) e removeu quaisquer indicações da província de origem. Isto foi tomado como uma medida pró-federalista por parte do governo.

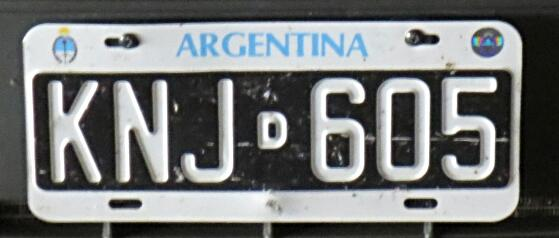
Placa substituída - o pequeno "D" entre as letras e os números indica a condição de duplicata.

De modo a simplificar a transição, todas os emplacamentos de carros vendidos antes da data de encerramento do antigo sistema começaram a ser feitos com a letra R (e sucessivamente S, T, U, V, W e parte da série começada por X), enquanto os novos carros receberam suas primeiras placas começaram alfabeticamente a partir de AAA 000. As letras continuaram sendo em relevo, pintadas de branco, em contraste com um fundo preto. Passaram a possuir uma borda branca com a palavra Argentina na borda superior escrita em azul-claro. Todo o material é refletivo, para aumentar a visibilidade. Algumas placas contêm um pequeno D ou T entre as letras e os números, para indicar que a placa é uma duplicata ou triplicata, em função de a(s) placa(s) anterior(es) ter(em) sido perdida(s) ou roubada(s).
Em 2010, mudou o design das placas das motos para o mesmo estilo usado pelos demais veículos que estão sendo contados na mesma série, como os carros, mas com letras e números em grupos invertidos (formato 123 ABC), começando com 000 AAA. Em 2016 foi iniciada a substituição desse sistema pelo padrão Mercosul.

#### Limites do sistema
Até a implantação do sistema Mercosul era incerto o que se faria quando o sistema esgotasse as combinações. O sistema de três letras mais três números permitia 26 x 26 x 26 x 10 x 10 x 10 = 17 576 000 placas possíveis. As combinações de RAA 000 a ZZZ 999 estavam reservadas para veículos cujo registro era anterior à instituição do sistema. A partir de 1995, os novos emplacamentos começaram em AAA 000. Em julho de 2005, os carros novos estavam recebendo placas começadas por F, enquanto no mesmo mês do ano anterior, as placas começavam com a letra E. Isto mostrava que, se os emplacamentos continuassem no atual ritmo ou aumentassem, em poucos anos não haveria mais combinações. Uma solução eficiente seria adicionar uma quarta letra, que aumentaria a capacidade do sistema 26 vezes, para 456 976 000 combinações possíveis (ao passo que um quarto número, tal como ocorre atualmente no Brasil e no Uruguai, aumentaria o número de possibilidades para 175 760 000).

#### Evolução das combinações de letras (1995-2016)
| Data                 | Combinação |
| -------------------- | ---------- |
| 1 de janeiro de 1995 | AAA        |
| 1 de janeiro de 1996 | AP_        |
| 1 de janeiro de 1997 | BD_        |
| 1 de janeiro de 1998 | BV_        |
| 1 de janeiro de 1999 | CO_        |
| 1 de janeiro de 2000 | DC_        |
| 1 de janeiro de 2001 | DQ_        |
| 1 de janeiro de 2002 | DX_        |
| 1 de janeiro de 2003 | EC_        |
| 1 de janeiro de 2004 | EH_        |
| 1 de janeiro de 2005 | ET_        |
| 1 de janeiro de 2006 | FI_        |
| 1 de janeiro de 2007 | GA_        |
| 1 de janeiro de 2008 | GV_        |
| 1 de janeiro de 2009 | HU_        |
| 1 de janeiro de 2010 | IN_        |
| 1 de janeiro de 2011 | JN_        |
| 1 de janeiro de 2012 | KU_        |
| 1 de janeiro de 2013 | LZ_        |
| 1 de janeiro de 2014 | NM_        |
| 1 de janeiro de 2015 | ON_        |
| 1 de janeiro de 2016 | PK_        |

#### De acordo com o início de cada letra
| Letra | Data / Utilização                                        |
| ----- | -------------------------------------------------------- |
| A     | janeiro de 1995                                          |
| B     | outubro de 1996                                          |
| C     | março de 1998                                            |
| D     | novembro de 1999                                         |
| E     | fevereiro de 2002                                        |
| F     | junho de 2005                                            |
| G     | dezembro de 2006                                         |
| H     | fevereiro de 2008                                        |
| I     | abril de 2009                                            |
| J     | julho de 2010                                            |
| K     | maio de 2011                                             |
| L     | fevereiro de 2012                                        |
| M     | novembro de 2012                                         |
| N     | agosto de 2013                                           |
| O     | julho de 2014                                            |
| P     | julho de 2015                                            |
| Q     | não chegou a ser usada                                   |
| R     | destinada a veículos anteriores à implantação do sistema |
| S     | destinada a veículos anteriores à implantação do sistema |
| T     | destinada a veículos anteriores à implantação do sistema |
| U     | destinada a veículos anteriores à implantação do sistema |
| V     | destinada a veículos anteriores à implantação do sistema |
| W     | destinada a veículos anteriores à implantação do sistema |
| X     | destinada a veículos anteriores à implantação do sistema |
| Y     | uso não designado                                        |
| Z     | uso não designado                                        |

#### Placas especiais

##### Placas de identificação de organismos diplomáticos
Esse tipo de placas é concedido pela Dirección Nacional de Ceremonial del Ministerio de Relaciones Exteriores y Culto às delegações diplomáticas e consulares, às missões especiais e aos organismos internacionais acreditados na Argentina. Essas placas possuem numeração e características distintas conforme se refiram a um ou a outro organismo:
| Tipo                      | Formato            | Descrição | Imagem |
| ------------------------- | ------------------ | --- | ------ |
| Corpo Diplomático         | CD 1234 ou CD-1234 | São brancas, com letras e bordas pretas. Eram atribuídas unicamente aos veículos de embaixadores, ministros de relações exteriores, secretários e funcionários de embaixadas.                          |        |
| Corpo consular            | CC-1234            | São verdes com letras e bordas vermelhas. Eram atribuídas unicamente aos veículos de cônsules e vice-cônsules dos países acreditados na Argentina.                                                     |        |
| Organismos internacionais | OI-1234            | São verdes com letras e bordas vermelhas. Eram atribuídas unicamente aos veículos integrantes de instituições como o Banco Interamericano de Desenvolvimento, Organização dos Estados Americanos, etc. |        |
| Missões especiais         | ME-1234            | São verdes com letras e bordas vermelhas. Eram atribuídas unicamente aos veículos de propriedade de professores, especialistas e peritos que trabalhem nas embaixadas.                                 |        |
| Pessoal administrativo    | PA-1234            | São verdes com letras e bordas vermelhas. Eram atribuídas unicamente aos veículos utilizados pelos funcionários da administração das embaixadas e consulados.                                          |        |

| Tipo                      | Formato | Descrição | Imagem |
| ------------------------- | ------- | --- | ------ |
| Corpo diplomático         | D123xxA | Seu desenho é similar ao dos veículos particulares, com a diferença de que a cor preta do fundo é substituída pelo azul-claro. Além disso, na parte inferior é colocado o texto "PROPIEDAD MRECIyC" na cor celeste. Relativamente ao arranjo de letras e números, a primeira letra representa o tipo de organismo, seguida por três números assinalados por ordem. Em seguida vêm duas letras assinaladas por país ou organismo e finalmente uma letra aleatória. Esta última letra indica se se trata de veículo de uso oficial (B-H) ou pessoal (I-Z). A letra A é reservada ao Chefe da Missão. Na imagem observam-se as letras CP, que representam a missão diplomática da República Portuguesa. |        |
| Corpo consular            | C123xxA | Cf. "corpo diplomático" Na imagem observa-se a sigla DM, referente à missão diplomática de Montenegro. |        |
| Organismos internacionais | I123xxA | Cf. "corpo diplomático" Na imagem observa-se a sigla RX, referente à Secretaria-Geral da OEA na Argentina. |        |
| Missões especiais         | M123xxA | Cf. "corpo diplomático" Na imagem observa-se a sigla AC, referente à missão diplomática da República Federal da Alemanha. |        |
| Pessoal administrativo    | A123xxA | Cf. "corpo diplomático" Na imagem observa-se a sigla DC, referente à missão diplomática da Ucrânia. |        |

### Outros tipos
| Imagem | Tipo                          | Formato                         | Estilo                                                  |
| ------ | ----------------------------- | ------------------------------- | ------------------------------------------------------- |
|        | Temporário                    | RAB-1234 possivelmente UAB-1234 | letras vermelhas com fundo branco; placa feita de papel |
|        | Trailer                       | 101 ABC 123;                    |                                                         |
|        | Transporte Nacional de Cargas | ABC-123                         | a placa tem formato menos retangular que as demais      |